# Acer pentaphyllum
Acer pentaphyllum är en kinesträdsväxtart som beskrevs av Friedrich Ludwig Diels. Acer pentaphyllum ingår i släktet lönnar, och familjen kinesträdsväxter. Inga underarter finns listade i Catalogue of Life.